# Franciacorta

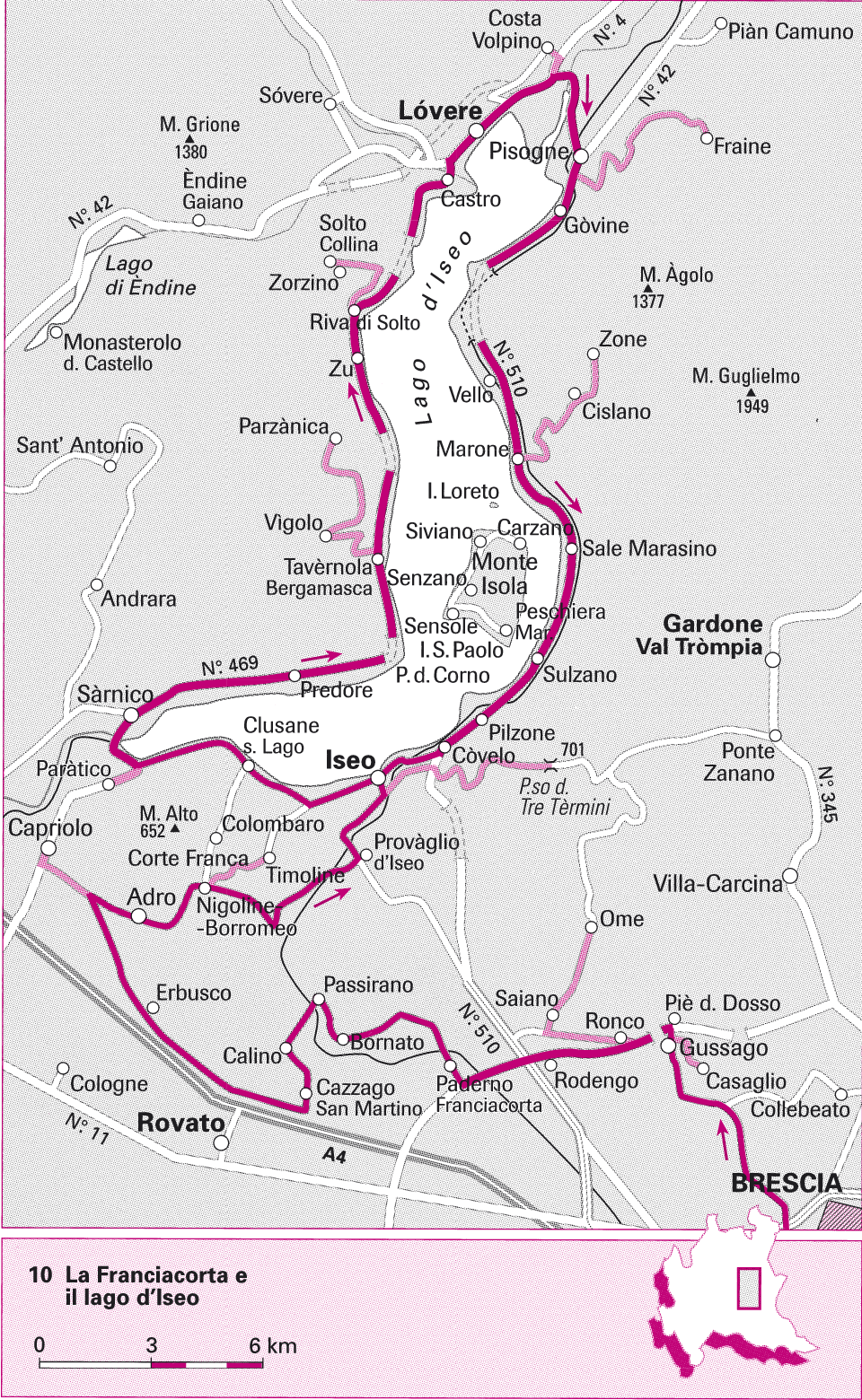
Mappa della Franciacorta e del lago di Iseo

La Franciacorta (Franciacürta in dialetto bresciano) è una zona collinare situata tra Brescia e l'estremità meridionale del Lago d'Iseo, in Lombardia.

## Storia
La prima testimonianza di un territorio con un toponimo simile all'attuale Franciacorta, Franzacurta, si trova negli Statuta Communis Civitatis Brixiae, del 1277, contenuti all'interno del codice Queriniano. Il termine era attribuito a una zona comprendente i comuni di Urago (ora Urago Mella, Frazione di Brescia), Rodengo (dal 1927 parte del comune di Rodengo-Saiano), Ronco e Sale (ora frazioni del comune di Gussago) e lo stesso Gussago. Essi vengono citati in quanto ingiunti a pagare un contributo per la costruzione di un ponte sul fiume Mella. Non si conoscono altre evidenze oggettive sull'esistenza di una Franciacorta comprendente altri territori.
Verso la fine del '400 il territorio della Franciacorta era amministrato per quadre, ossia ogni distretto aveva un proprio capoluogo. L'area era formata dalle quadre di Rovato, di Gussago e in parte da quella di Palazzolo. Venezia riconobbe la fedeltà delle quadre di Rovato e di Gussago con privilegi concessi attraverso le celebri “carte ducali” del 1440, documenti di rinomata importanza per la storia della Franciacorta.
Grazie allo statuto del Doge Francesco Foscari, nel 1429 vennero fissati per la prima volta i confini dell'area franciacortina. Il territorio, diviso tra la Quadra di Rovato e quella di Gussago, comprendeva i seguenti comuni: Palazzolo sull'Oglio, Rovato, Coccaglio, Cologne, Erbusco, Calino, Cazzago, Camignone, Bornato, Passirano, Paderno, Gussago, Brione, Cellatica, Sale, Castegnato, Ronco, Rodengo, Saiano, Ome, Monticelli Brusati, Valenzano, Polaveno, Provezze e Provaglio. Dalla definizione di Foscari erano esclusi i comuni della quadra di Palazzolo che invece ora sono considerati parte della Franciacorta: Adro, Capriolo, Colombaro, Nigoline e Timoline. I confini indicati dalla rappresentazione geografica di Foscari risultano conformi al disciplinare di produzione dei vini DOC di Franciacorta approvato il 21 luglio 1967.
La prima rappresentazione topologica e toponomastica della regione di Franciacorta risale ad una carta del 1469 conservata nella Biblioteca estense di Modena.
La Franciacorta è caratterizzata dalla presenza di grandi enti monastici che avevano vasti possedimenti ed attuarono opere di dissodamento, bonifica e coltivazione del territorio. Tra di essi vi era il monastero femminile di San Salvatore (in seguito intitolato a Santa Giulia di Brescia), fondato dal re Longobardo Desiderio e da sua moglie Ansa nel 753. Oltre ad esso erano presenti altre corti monastiche, tra le quali: Clusane (priorato cluniacense), Colombaro (cella di Santa Maria), Timoline (corte di Santa Giulia), Nigoline (corte di Sant'Eufemia), Borgonato (corte di Santa Giulia) e Torbiato (corte dei monasteri di Verona e di San Faustino di Brescia).

## Etimologia
L'origine del termine Franciacorta si presume derivi da “curtes francae”, cioè quelle piccole comunità di monaci benedettini insediate nell'Alto Medioevo in zona collinare vicino al Lago d'Iseo che erano esentate dal pagamento dei dazi, ai Signori e al vescovo, per il trasporto ed il commercio delle loro merci in altri Stati o possedimenti, poiché i frati erano dediti alla bonifica dei territori assegnati e istruivano i contadini alla coltivazione dei campi. Infatti le “curtes” erano i principali centri di commercio dell'epoca. Nonostante l'unico toponimo esistente sia quello di Franzacurta.

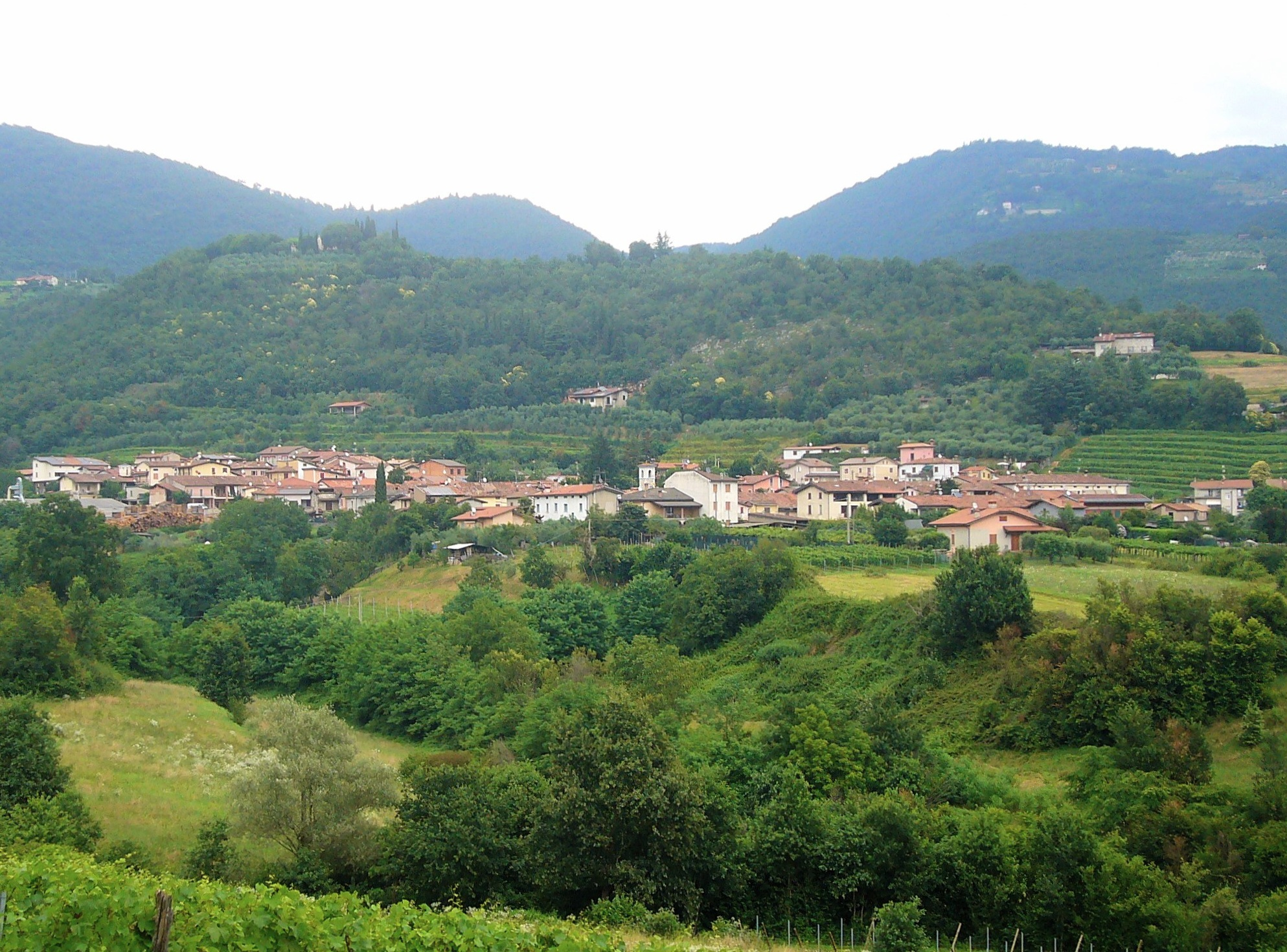
Le colline nei pressi di Ome, con la frazione di Martignago

Diversi storici danno una, o più spiegazioni, sull'origine del nome così come indicano o tracciano i confini; ma tra loro non vi è accordo.
Seguendo un puro ordine cronologico, degli anni in cui è vissuto lo storico, si riportano le varie versioni, sia dell'etimologia sia, dove esiste, della composizione toponomastica nonché le eventuali critiche alle versioni di altri storici.
- Jacopo Malvezzi[9] Questo tratto di paese fu nominato Franciacorta dal lungo soggiorno che vi fecero i francesi sotto Carlo Magno e deriva questo nome sin dall'anno 774 (V. Distin. 4. Cap. 96)[10][11]: Lorenzo Ercoliani nella Storia della conquista di Lombardia fatta da Carlo Magno, ne sostiene la versione e riporta: … Il dottor fisico Jacopo Malvezzi[9] […] ne racconta che que' paesi nei quali innanzi di entrare in Brescia accampò l'esercito del re de' Franchi comandato dal generale Ismondo[12] sono stati detti Franciacorta, perché i Franchi vi stanziarono corta stagione; ed aggiugne che erano indicati con tal nome ancora a' tempi suoi. Per questo avendo Malvezzi[9] prodotta una derivazione etimologica del nome Franciacorta, non appoggiata a tradizioni immaginarie, non a documenti posteriori al pubblico uso del nome medesimo, ma ad un tratto istorico raccontato ancora da altro scrittore accreditato ed antichissimo, qual era il notaio Rodolfo[13][14], io credo essere l'opinione di Malvezzi[9] la meglio documentata.

- Elia Capriolo[15]una certa parte del Territorio Bresciano fu detta Francia curta da Francesi che vi s'avevano longo tempo fermati, qual nome ancor riserba e lo stesso Carlo Magno… chiamò quella Regione Francia curta[16][17][18][19].

Lo stesso Capriolo menziona anche Rodendo castelletto di Franciacurta narrando della guerra civile suscitata in Brescia nel 1200, anche se ciò non prova che il nome esistesse già a quel tempo (n.d.r.).
- Ottavio Rossi (archeologo)[21] Il Territorio è diviso in tre membri principali, che sono Francia Curta, Piè di monte, e Pianura. La Francia Curta, così nominata, perche già era essente da tutti i Datij, e da tutte le Gabelle (cioè Franca Corte; contrada, ò vicinanza, ò quadra libera) hà l'aria sanissima, ed è tutta fruttifera, e piena di colline apriche, e delitiose; e si accrescon le sue amate qualità per la Riuiera del Lago d'Iseo, che s'appartiene à questa parte[22]

- Negli Annali universali di statistica, periodico mensile, diretto da Giuseppe Sacchi[23][24] viene riportata la versione di Gabriele Rosa così come citata nel suo libretto Franciacorta:

La Francia Corta; notizie di Gabriele Rosa. Il popolo invece ha una sua singolare tradizione, ed è quella della breve ed angosciosa dimora che fece in questo paese la nazione franca allorché scese con Carlo d'Angiò, e quivi tenne un suo breve e sanguinolento dominio e diede essa medesima al paese da essa signoreggiato e poi devastato il nome di Francia Corta. L'autore difende questa tradizione del popolo, e reca prove e documenti storici abbastanza evidenti e diremo quasi vittoriosi.
- Pietro Bravo esordisce con: …esporre quando e di quale maniera lungo tratto dei piedimonte occidentale di Brescia abbia avuta il nome di Franciacorta. Quindi prosegue: Signoreggia in que' paesi una antica tradizione… spiegandola: …non avendo concesso quelle regioni lunga stazione ai francesi siensi poscia denominate Francia corta smentendola subito: …nè le analogie dei fatti nè le memorie di cronista alcuno porgono pur ombra di sospettare che in quelle parti sia mai succeduto un vespro siciliano…, quindi riporta la versione di Ottavio Rossi[21]: …furono detti Francia corta, cioè Corte franca, perché per decreto del Senato veneto non assoggettati ai dazii generali, ai quali erano comunemente soggetti tutti gli altri. Affermando, però, che… quella regione era detta Franciacorta lunghi secoli innanzi che si emanassero quelle ducali di franchigia,[26]. Conclude condividendo la versione del Malvezzi[9][27]
- Federico Odorici Con riferimenti al 1265 narra del passaggio delle truppe di Carlo d'Angiò in zona[28]. Prosegue, quindi, con le sue considerazioni sulla nascita del nome:

Ma pur troppo l'origine del nome di Franciacorta, storico certamente, non è per anco priva di tenebre e di mistero. Ne parlò in un suo dotto opuscolo il Rosa, e prima d'esso il Malvezzi, il Rossi e il Capriolo, che per soprassello mi fa provenire la Franciacorta dalla lunga soffermata di Carlo Magno in quelle terre. Ma se fin qui fu creduto che di quel nome non fosse più antica memoria del 1434, una legge del comune di Brescia. probabilmente pubblicata durante la signoria degli Angioini, ordinava che i comuni di Fiumicello, Urago, Celatica, Gussago, Sale, Ronco, Rodengo potessero dal podestà di Brescia venir costretti ad alcune riparazioni della Mandolossa pro sua propria utilitate et omnium amicorum de Francia Curta. E perché non poteva quel nome sotto la signoria degli Angiò essere pronunciato impunemente, m'è duopo conchiudere che non per anco se ne conosca la vera derivazione. E quando un cronista si facile accettatore di tradizioni, qual è il Malvezzi non più lontano di un secolo dai fatti Angioini, è costretto a investigare nella calata di Carlo Magno l'origine di quel nome, bisogna esser cauti ad indicarla in un fatto così clamoroso, di cui certo, se fosse vero, sarebbe memoria nelle cronache lombarde e più nel Malvezzi medesimo, il cui silenzio in questo caso e piuttosto inesplicabile che rnaraviglioso
- Cesare Cantù e Carlo Cocchetti[32] esordisce con: Come sull'origine del nome, così intorno alla sua estensione non s'accordano gli scrittori[33][34] e prosegue: Il nome derivò dalla insurrezione del 1265 contro l'armata di Carlo d'Angiò, chiamato dai papi a sottrarre la Sicilia a re Manfredi. Preso il castello di Capriolo, de ogni sexo vi fu facta grande occisione (Corio)[35]; dopo di che l'esercito crocesegnato s'avanzò nella direzione di Brescia, dando per nove giorni il circostante paese a ferro e fuoco, e vergogna. Gli abitanti, alle ventidue ore insorsero contro quelle sfrenate soldatesche, e le costrinsero ad affrettare il loro cammino. Da cui la breve o corta permanenza dei Francesi dette il nome alla zona.

Ma la ducale veneta 26 gennajo 1450 vi comprende i Comuni di Rovato, Coccaglio, Erbusco, Cazzago, Calino, Bornato, Paderno, Passirano, Camignone, e loro pertinenze, appartenenti alla quadra di Rovato; e Gussago, Cellatica, Rodengo, Ronco, Sajano, Brione, Ome, Polaveno, Monticelli (Brusati), Provezze, Provaglio (d'Iseo), Valenzano e Castegnato colle loro pertinenze spettanti alla quadra di Gussago, Nelle altre ducali è compresa tutta la quadra di Rovato e quindi anche Monterotondo.
Gabriele Rosa comprende nella Franciacorta anche Adro, Capriolo, Borgonato, Nigoline, Torbiato e Timoline; ma da parecchi atti non parrebbe v'appartenessero; e d'alcune la posizione ci persuade ad escluderle: all'insurrezione che diede origine al nome di Franciacorta, non potevano prender parte le due prime, specialmente perché avevano sul collo tutto l'esercito di Carlo d'Angiò, e Capriolo fu anzi dallo stesso distrutto. Queste terre poi appartenevano alla quadra di Palazzolo, e non godeano dei privilegi concessi a quelle della Franciacorta.
- Francesco Bettoni afferma: Rimane adunque ancora oscura l'etimologia e smonta le varie versioni:

Nè miglior trattamento ebbe il nostro territorio dall'esercito di Carlo d'Angiò, che s'avanzava e si diede a infellonire, varcato l'Oglio a Caleppio, contro I'amenissima plaga la Franciacorta, circoscritta a mezzodì dalla grande via tra Brescia e Palazzolo, a nord dal lago d'Iseo, a mattina dalla collina delle Fantasine e a sera dall'Oglio da Sarnico a Palazzolo. E vuolsi che quella plaga acquistasse lo strano appellativo di Franciacorta. per il subito e fiero sollevarsi di quelle popolazioni contro le masnade francesi, sicché queste a Rovato toccarono una grande sconfitta. Così pensano il Rosa e il Cocchetti, ma secondo noi non giustamente, perché non è provato che i francesi soffrissero quivi una sconfitta; di più il nome di Franciacorta lo troviamo usato anteriormente in documenti, che riguardano appunto i paesi circoscritti nella plaga suaccennata. Oltre a ciò, giustamente osserva l'Odorici, come può supporsi che il Malvezzi, scrittore di un secolo posteriore a que' tempi, non notasse la clamorosa disfatta? E come può darsi che egli attribuisse invece il nomignolo di Francia corta col Caprioli, ad una lunga fermata di Carlo Magno co' suoi Franchi là ove s'innalzava ancora pochi anni or sono una chiesetta dedicata a San Dionigi al ponte di Rodengo? Opinione del resto, anche questa di niun valore storico perché da niun documento confermata; come non è sicura neppure la derivazione del nome Francia Corta, dalla corruzione di Franca Contea, perché non mai esistette tale contea in que' paraggi. Rimane adunque ancora oscura l'etimologia.
- Antonio Racheli Riporta la versione del Rosa e completa il quadro con: Quando all'ora ventiduesima dal colle di Rovato parte un segnale: in un attimo Rovato, Coccaglio, Cologne, Erbusco, Adro, insorgono a pugna disperata contro le avvinazzate milizie straniere, che ignare d'un tanto valore devono o soccombere o fuggire, inseguite dai coraggiosi rovatesi, i quali avrebbero riportata completa vittoria se non avveniva il tradimento di Buoso da Dovara, negato ora da Gabriele Rosa, ammesso allora da Frà Pipino[45], da Malespini, da Villani, da Dante[46]. Per tale fatto alla quadra di Rovato[36] davasi il nome di Francia-corta e gli argomenti negativi addotti a provare il contrario, non valgono a distruggere i molti positivi e la costante tradizione del popolo rovatese che fino al 1797 ne conservava la memoria, suonando a distesa ogni dì alle ventidue ore la campana maggiore[47].
- Mons. Paolo Guerrini[48] La tesi più ricorrente e storicamente plausibile, allude alle corti franche cioè al fatto che i principali centri dell'arco morenico erano all'origine corti altomedievali, che con l'arrivo dei monaci cluniacensi godettero di franchigie (curtes francae) …ed è molto probabile - la storia si fa anche per intuizione - che da esso sia provenuta sulla fine del secolo XI, nel periodo delle numerose fondazioni cluniacensi intorno al Sebino (Isola di S. Paolo, Clusane, Colombaro, Sarnico, Provaglio, ecc.) anche la fondazione di questo piccolo priorato, una delle varie francae curtes, esenti da ogni onere fiscale come enti di pubblica beneficenza e che hanno dato a questa zona collinare il nome di Franciacorta[49][50][51]. Riporta inoltre:

Sulla etimologia di questo nome si sono affermate le più strane sentenze. Senza accennare a quanto ne hanno scritto il Rosa, il Cocchetti, e l'Odorici, mi permetto di avanzare anch'io la mia, che sembrerà forse più strana delle precedenti. Franciacorta potrebbe derivare da fragia o frangia, nome dato alla parte esterna del comune della città, quella che altrove vien chiamata Corpi santi (così afferma il Tiraboschi - Storia degli Umiliati - sull'autorità del Ducange): ovvero bisogna ricercarne l'origine intorno al mille, e nella riforma portata dai benedettini francesi di Cluny nei decaduti monasteri italiani. A Brescia il centro di questa riforma cluniacense fu Rodengo, e da Rodengo derivarono tutti gli altri piccoli priorati cluniacensi di Verziano, di Provaglio (d'Iseo), di Cazzago, di Sale di Gussago, di Erbusco, di Colombaro, ecc., abitati o diretti in maggior parte da monaci francesi, all'opera dei quali si deve la resurrezione agraria di questa fertilissima plaga […] l'antichissima porta di S. Faustino, detta poi Porta delle Pile, era chiamata la porta Gallia (francese) […] Si aggiunga che le vie di questo quartiere, sole fra tutte le vie della città, ebbero la denominazione francese di rua […] Siamo adunque in perfetto quartiere francese, presso la porta gallia, per la quale usciva la via che da Gussago metteva in Franciacorta. E conclude esortando chi può essere un valido interlocutore a… sobbarcarsi l'incarico di ampliare e approfondire lo studio per risolvere un… arcano di secoli.
- Francesco conte Gambara[54] Furono gli Ambasciatori di Milano accolti con distinzione, ma, come avviene sovente, partendosi le opinioni, ed i nobili inclinando per la guerra, i popolani per la pace, costoro assunsero il titolo della prima, ed i nobili della seconda fazione. Rimasta questa soccombente e costretta a lasciare la città, quelli che la componevano si ripararono nella così detta da noi Francia - corta; che vuolsi acquistasse tale nome non già perchè Carlo Magno coll'esercito suo vi dimorasse, ma sì bene perchè porzione di paese eravi immune da tutti i Dazj e Gabelle, e quindi Franca Corte appellavasi[55].

- Giovanni Donni Presidente dell'Associazione per la storia della Chiesa bresciana. Conferma questa versione: …fortunata e non ultima occasione dello sviluppo agricolo e civile della Franciacorta. Difatti la ripresa della città e dei mercati nel sec. VIII° promosse grandi opere di dissodamento e la valorizzazione di nuove ed ampie estensioni agricole ed a questo fine i sovrani concessero esenzioni da gravami e imposizioni, col sorgere di «curtes francae» certo così diffuse in questo angolo di terra bresciana da prenderne il nome ad indicare che il fenomeno vi si manifestava nella forma più ampia[56]

L'unica certezza che sembra evincersi dalla consultazione di tutte le fonti è l'incertezza sia dell'etimologia sia della composizione toponomastica della Franciacorta.

## Territorio

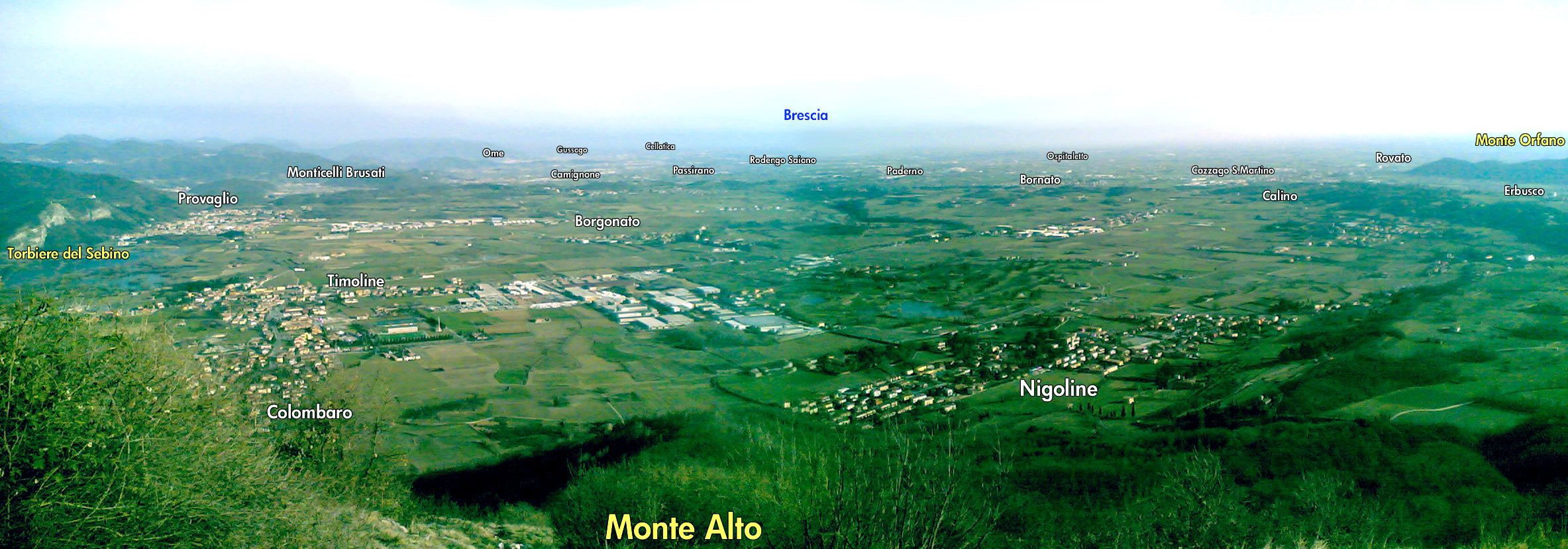
Franciacorta vista dal Monte Alto

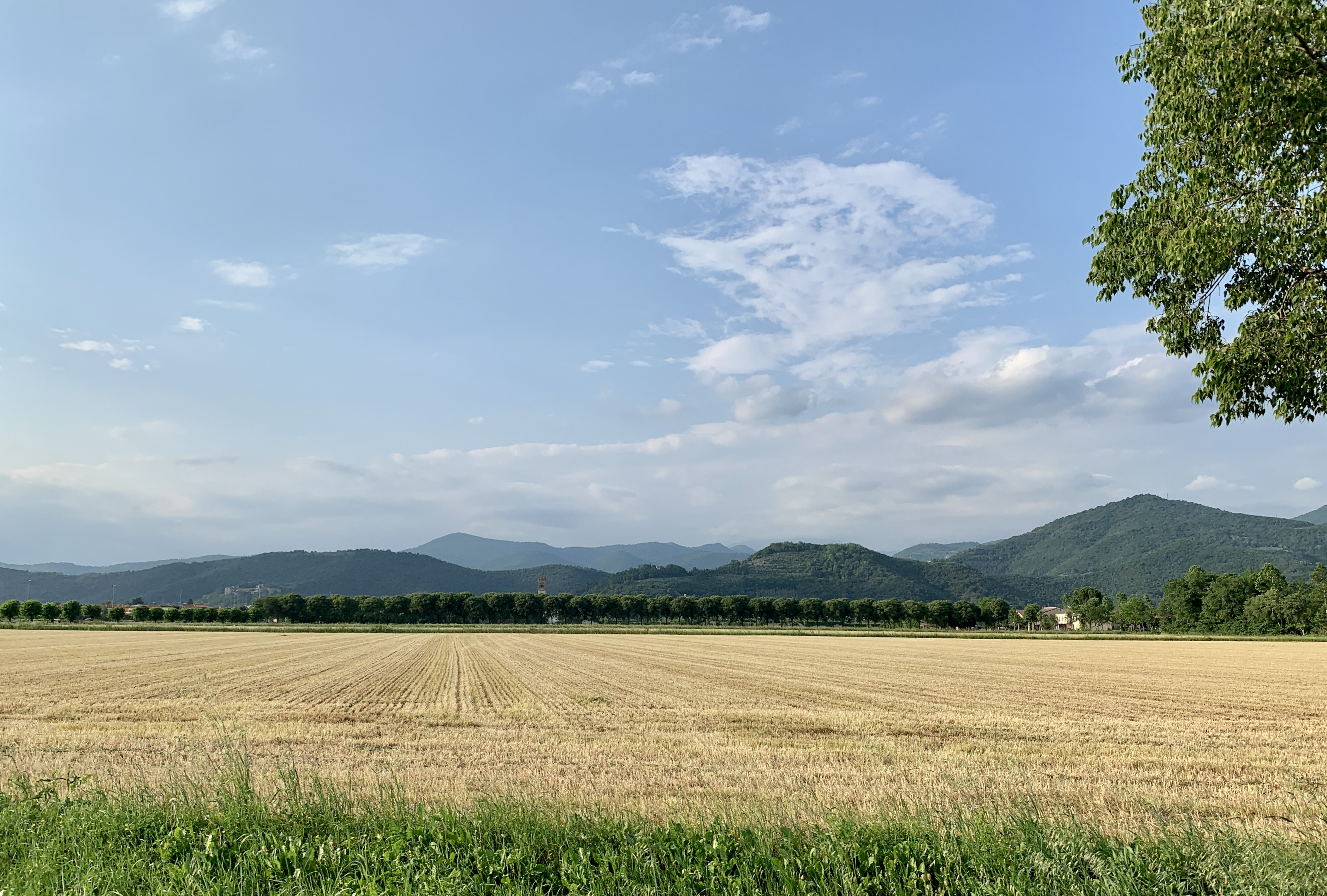
Paesaggio della Franciacorta a Rodengo-Saiano

La Franciacorta attuale comprende un territorio che si estende sulla superficie dei seguenti 18 comuni, tutti situati in provincia di Brescia: Adro, Capriolo, Castegnato, Cazzago San Martino, Cellatica, Coccaglio, Cologne, Corte Franca, Erbusco, Gussago, Iseo, Monticelli Brusati, Ome, Paderno Franciacorta, Paratico, Passirano, Provaglio d'Iseo, Rodengo-Saiano e Rovato.
Il territorio, per lo più collinare e anticamente cosparso di boschi, è stato ultimamente trasformato con l'impianto di numerosi vigneti che ne caratterizzano la peculiarità.
Gli enti locali sono impegnati a salvaguardarne l'aspetto paesaggistico e conservativo sia dal lato fisico sia dal punto di vista storico-culturale: numerose infatti le testimonianze architettoniche dell'antichità (monasteri, chiese, abbazie, ville e castelli dell'epoca medioevale).
Al confine meridionale della Franciacorta è situato il Monte Orfano, che raggiunge 451 m di altitudine massima.
Il territorio tradizionalmente e localmente considerato "Franciacorta" è più esteso di quello rigorosamente indicato nella relativa denominazione vitivinicola franciacorta.

## Viticoltura antica
Sulle colline della Franciacorta la vite è stata impiantata in epoche remote e ne sono una testimonianza i rinvenimenti di vinaccioli di età preistorica ed il materiale archeologico rinvenuto su tutto il territorio. Sono presenti inoltre altre testimonianze di autori classici come Plinio e Columella a Virgilio. Attraverso prove storiografiche è possibile rintracciare il passaggio di diversi popoli: i galli Cenomani, i Romani, i Longobardi. Il materiale più abbondante è quello romano ed è formato principalmente da iscrizioni funebri commemorative e da pietre militari. Anche i toponimi e alcuni nomi di località come Cazzago e Gussago sono di derivazione gentilizia romana.
Il reperto archeologico di maggior valore è l'architrave di tempio (proveniente da Erbusco) che fu portato a Brescia e poi murato a vista nella facciata del palazzo del Monte di Pietà della Loggia. 

## Viticoltura moderna

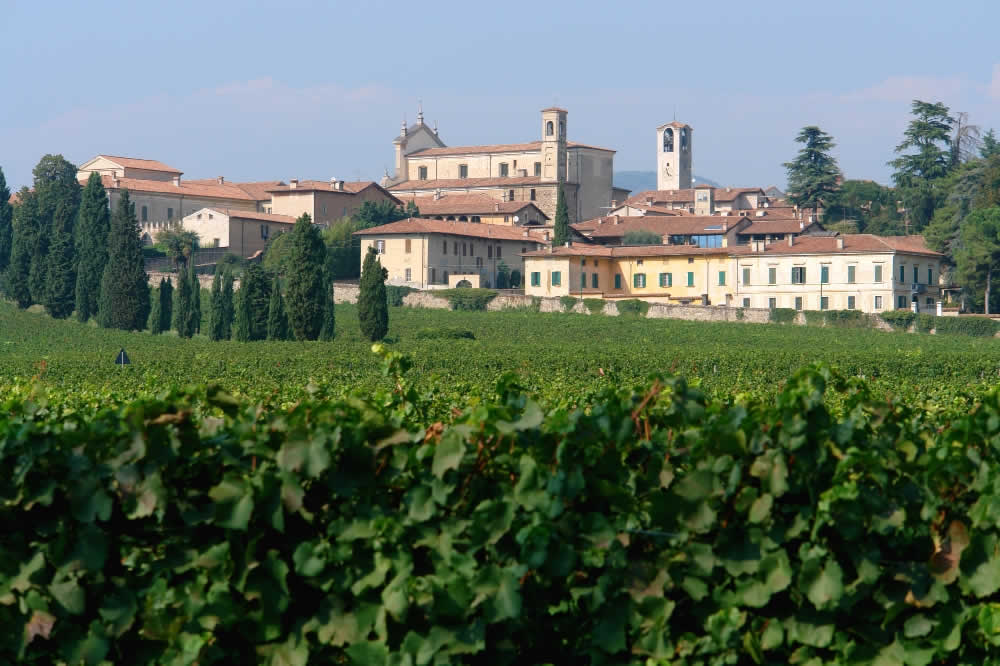
Il vigneto di Erbusco in Franciacorta

Pur vantando una lunga storia, il nuovo corso della vitivinicoltura della Franciacorta inizia a tutti gli effetti al principio degli anni sessanta con la nascita delle prime cantine.
Sul finire degli anni settanta l'enologia italiana visse una fase di grande fermento e in Franciacorta diversi imprenditori investirono e puntarono sulla coltivazione della vigna. Infatti, ancora oggi moltissime cantine che producono Franciacorta (tra le quali diverse appartenenti alle prime quindici) sono state fondate da imprenditori bresciani nei classici settori economici diffusi in provincia.
Da lì la crescita è stata rapidissima fino ad arrivare all'odierna Franciacorta, zona vinicola italiana di sicuro riferimento nazionale per quanto attiene alla produzione di spumante. La produzione e commercializzazione di metodo classico vi è andata assumendo un'importanza sempre maggiore negli ultimi vent'anni, tanto da fregiarsi del marchio DOCG e farsi conoscere nel mondo enologico per l'alta qualità raggiunta. Il nome "Franciacorta" è nel tempo diventato sinonimo del medesimo vino DOCG prodotto nei numerosi vigneti della zona.
Dal luglio 2008, con la pubblicazione del nuovo disciplinare, il nome della DOC "Terre di Franciacorta", utilizzata per i vini fermi rossi e bianchi, è stato sostituito con Curtefranca.
La superficie vitata oggi in Franciacorta supera di poco i duemila ettari. L'incremento di tale superficie che nel primo decennio degli anni 2000 è stato considerevole, oggi ha subito una brusca frenata, complice anche la crisi globale, e per i prossimi anni non si prevedono ulteriori importanti sviluppi della crescita. Questo rallentamento è anche dovuto ad alcune scelte del consorzio Franciacorta volte a non creare un eccesso di offerta al fine salvaguardare i produttori attualmente presenti sul territorio.
Nel 1995 alla Franciacorta è stato assegnato il primo rifermentato in bottiglia italiano con la denominazione DOCG. Questo si ottiene da uve Chardonnay e/o Pinot Nero e/o Pinot bianco ed è prodotto in tre tipologie: Franciacorta, Franciacorta Satèn e Franciacorta Rosé. Oltre ad essi si producono anche il Millesimato e il Riserva che necessitano affinamenti più lunghi.
Le cantine vinicole sono oltre cento ed alcune sono situate in edifici di interesse artistico e architettonico. Esse sono aperte al pubblico, pertanto è possibile visitarle e conoscere i metodi di produzione del vino, partecipare alle degustazioni ed infine acquistare il prodotto.